# Annemiek Schrijver
Annemiek Schrijver (Arnhem, 21 oktober 1964) is een Nederlandse musicus, televisiepresentator, radiopresentator, documentairemaakster, columniste, interviewster en schrijfster. Bij de IKON was ze jarenlang een van de meest prominente presentatoren. Daarna kreeg ze haar eigen programma’s bij de gefuseerde omroep KRO-NCRV.

## Biografie
Schrijver is vrijgemaakt-gereformeerd opgevoed. Ze is van huis uit musicus en doorliep en voltooide het conservatorium in Hilversum, waar zij de opleiding schoolmuziek volgde. Daarna gaf ze acht jaar muziektherapie aan mensen met een verstandelijke beperking, in Barneveld. In de tussentijd gaf zij ook muziekles aan geriatrische patiënten. 

### Radio
Schrijver begon in 1988 als verslaggever bij het Radio 4-programma Finale (TROS), waarvoor zij wekelijks een reportage maakte. Voor andere omroepen ging ze als freelancer werken. Bij de KRO was ze enkele jaren documentairemaakster van het programma Damokles. Voor haar documentaire Vrouwenvluchtheuvel, over een Arabisch vrouwenbadhuis in Amsterdam, ontving ze in 1996 de ASN-ADO Mediaprijs in de categorie Radio.
Later presenteerde ze programma’s bij KRO- en NCRV-radio (onder meer 747 Live, Passie, Volgspot, Nachtlicht en Plein publiek). Op Radio 5 presenteerde zij op zondagavond het IKON-programma Musica Religiosa. Voorts presenteerde zij voor de IKON de radiotalkshow OBA live. Zij presenteerde samen met Wilfred Kemp in 2015 Wierook en pepermunt (NCRV-RKK). In datzelfde jaar startte zij De ochtendkus. Wierook en pepermunt ging in 2016 verder als Zin in Weekend, dat zij op zondagavond voor KRO-NCRV op NPO Radio 5 presenteerde. Vanaf september 2016 presenteerde zij samen met Wilfred Kemp en Roderick Vonhögen Mijn Maria.
Vanaf 12 februari 2017 tot en met 30 juni 2019 presenteerde zij tweemaal per maand op zondagen het programma Hemelse Modder op Radio Bloemendaal.  Hierin volgde zij ds. Klaas Vos op, die medewerker was vanaf het begin van het programma. Op 15 maart 2015 was ds. Klaas Vos bij Schrijver te gast in haar televisieprogramma De Verwondering. 

### Televisie

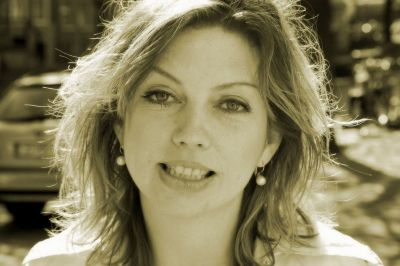
Annemiek Schrijver (2007)

Schrijver begon haar televisiecarrière als presentator van Copyright Mens voor de NCRV. Na drie seizoenen maakte Schrijver in de zomer van 2002 de overstap naar IKON, waar zij IKON Live presenteerde en daaropvolgend op zondagmiddag live te zien was in Alziend oog (2002-2004). Verder presenteerde zij het programma Het Vermoeden (2002-2014), Bakkie troost (2014) en De Nachtzoen (mei 2010-maart 2015). Na haar overstap naar de NCRV op 1 januari 2015 werd Het Vermoeden opgevolgd door het levensbeschouwelijk KRO-NCRV-televisiemagazine De Verwondering. Vanaf september 2017 tot en met december 2020 presenteerde zij Het pelgrimspad, uitgezonden door KRO-NCRV op NPO 2. In deze afleveringen gaat ze - als pelgrim te voet - naar en langs plaatsen met kastelen, kerken en kapelletjes en spreekt (met een voice-over) over zaken van onder andere religieuze, voornamelijk katholieke  betekenis.

### Overige media
Onder de titel De Verwondering stelde zij per 2020 tevens podcasts samen, te beluisteren via Spotify en Apple Podcasts, of online, via NPO Radio 1. Zomer 2021 startte zij met De Verwondering Zomerdromers, korte interviews die via YouTube te bekijken zijn.

### Literair
Schrijver schreef twee jaar lang columns voor dagblad de Gelderlander. Daarna volgden columns voor de NCRV-gids en de tijdschriften Het vermoeden, Volzin, Bres en Perspectief. Verder vervulde zij het hoofdredacteurschap van het tijdschrift Het vermoeden, het latere De verwondering. Hiervan verscheen de laatste editie in maart 2021.
Haar debuutroman Rachab verscheen in februari 2007. Hierna verschenen van haar hand Verlicht mijn nacht (2008) en Schrijverettes (2011). 
In samenwerking met Hein Stufkens schreef zij Ik geloof het wel (2010), Verlicht en verlost (2012) en Lekenpraat. Over verkwikkende teksten uit de Bijbel (2020).
In april 2018 verscheen haar boek, Van het padje. Verwonderd dwalen langs 's Heren wegen. 

### Prijsuitreiking
In tegenwoordigheid van onder meer koning Willem-Alexander en koningin Máxima en minister-president Mark Rutte mocht Annemiek Schrijver tijdens de Four Freedoms Awards in 2016 in Middelburg, als een van de vijf presenters, de Freedom of Worship Medal overhandigen aan aartsbisschop Dieudonné Nzapalainga, imam Omar Kobine Layama en dominee Nicolas Guérékoyame Gbangou.

## Nominatie
Annemiek Schrijver was genomineerd voor de Zilveren RadioSter Vrouw 2016.

## Politiek
Schrijver was lijstduwer voor de Partij voor de Dieren met de Tweede Kamerverkiezingen 2017. Zij stond op plek 46 en behaalde 272 voorkeursstemmen. 